# Université Soore
L'université Soore (en persan : دانشگاه سوره, Dânešgâh-e Sure) est une université de recherche semi-privée à but non lucratif située à Téhéran, en Iran.

## Histoire
L'université Soore est fondée en 1994 et est considérée comme l'une des meilleures universités d'art d'Iran aux côtés de l'université d'art de Téhéran et du Collège des beaux-arts de l'université de Téhéran.
Historiquement, l'université Soore est particulièrement reconnue, parmi d'autres arts, dans la conception graphique et le cinémas.

## Anciens étudiants
- Azadeh Samadi
- Behafarid Ghafarian
- Mohammad Rasoulof
- Saeed Roustayi
- Sahar Dolatshahi
- Saman Salur
- Shahram Mokri

## Enseignants notables
- Alireza Khamseh, acteur de cinéma et de télévision et ancien étudiant de l'université Paris-VIII avec spécialisation en pantomime
- Houshang Moradi Kermani, auteur connu pour ses fictions pour enfants et jeunes adultes, deux fois nommé pour le prix Hans-Christian-Andersen
- Shahram Mokri, ancien diplômé et cinéaste primé, lauréat du seul Prix spécial pour le contenu novateur à Venise, le prix Orizzonti du meilleur film.
- Zahra Rahnavard, universitaire, artiste et politicien, ancien membre du conseil d'administration de l'université.